# تمارا سمباتيان
تمارا سمباتيان (بالأوكرانية: Смбатян Тамара Арпіарівна) مواليد 19 مارس 1995 في أوكرانيا، هي لاعبة كرة يد أوكرانية تلعب كوسط مدافع. مثلت منتخب أوكرانيا لكرة اليد للسيدات.

## سجل المنافسة
شاركت في البطولات التالية:
- بطولة أوروبا لكرة اليد للسيدات 2014